# Mordfall Jürgen Frick
Beim Mordfall Jürgen Frick handelt es sich um den Mord an Jürgen Frick, dem Geschäftsführer der Bank Frick, einer im Fürstentum Liechtenstein ansässigen Privatbank mit Sitz in Balzers. Der Täter war Jürgen Hermann, der die Tat am 7. April 2014 in der Tiefgarage der Bank beging.

## Mordfall

### Tat

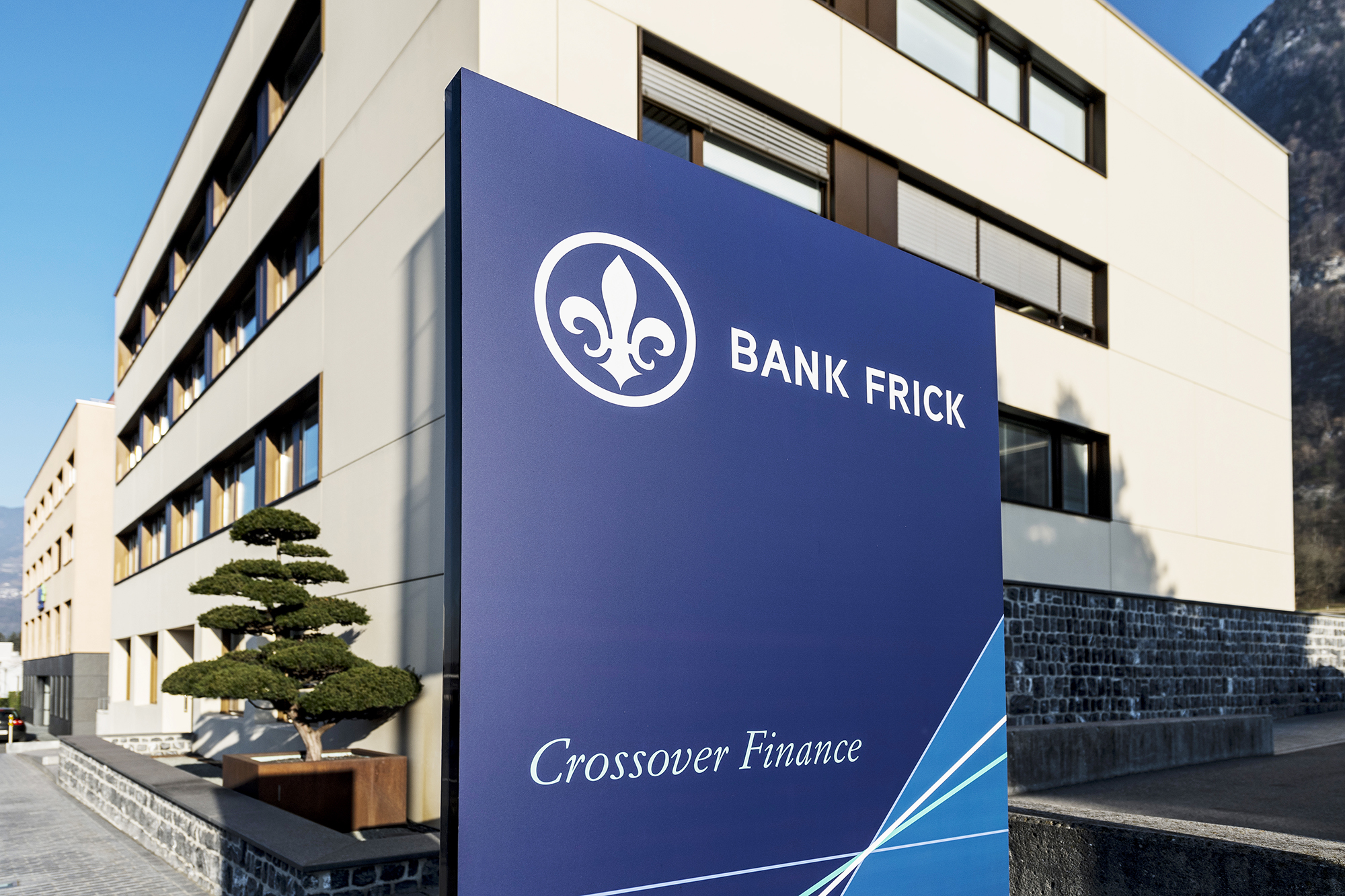
Hauptsitz der Bank Frick

Am 7. April 2014 wurde Jürgen Frick, Geschäftsführer der Bank Frick, in der Tiefgarage der Bank Frick erschossen. Überwachungsmaterial zeigte, dass es sich bei dem Täter um Jürgen Hermann, einem ehemaligen Fondsmanager, handelt.

### Ermittlungen
Die Landespolizei reagierte sofort mit einer Öffentlichkeitsfahndung und der Warnung an potenziell gefährdenden Personen. Am Tattag noch wurde Hermanns Fluchtauto in Ruggell gefunden. Später wurde eine große Suchaktion durch eine Spezialeinheit der Landespolizei durchgeführt. Die Suchaktion endet damit, dass an der Kanaleinmündung am Rhein Jacke, Schlüssel und ein Abschiedsbrief des Täters gefunden wurden. Nach dem Fund wurde nochmals erfolglos nach dem Täter gesucht. Am 9. April 2014 gab die Landespolizei bekannt, dass die Tatwaffe des Täters illegal durch ein Familienmitglied aus dem Ausland besorgt worden war. Zwei unbenutzte Taucheranzüge und zwei Brillen des Täters wurden am 11. April von der Landespolizei gefunden. Damit wurde die Theorie widerlegt, Jürgen Hermann wäre durch den Rhein getaucht, um zu fliehen.
Am 22. Juni wurde bei Fußach eine Leiche gefunden, bei der es sich aber nicht um Jürgen Hermann handelte. Am 21. Juli 2014 wurden die Ermittlungen der Landespolizei eingestellt, die Stand dato überzeugt davon war, Jürgen Hermann habe Suizid begangen.
Am 14. August wurde eine Leiche im Bodensee entdeckt. Aufgrund des Schmucks und der Bekleidung wurde diese als Jürgen Hermann identifiziert. Eine Obduktion stellte fest, dass Hermann aufgrund einer Schussverletzung gestorben war.

### Hintergrund
Der Täter Jürgen Hermann versuchte, verschiedene Personen und Institutionen für seinen gescheiterten Fonds im Jahr 2005 verantwortlich zu machen. Er klagte 2010, die Klage wurde vom Fürstlichen Obersten Gerichtshof abgewiesen. Danach drohte Hermann, die Bank Frick bei ausländischen Behörden anzuschwärzen. Ab November 2011 waren Anzeigen und Verfahren (Drohung, Nötigung, Erpressung) bei den liechtensteinischen Behörden gegen Hermann eingeleitet.

### Opfer Jürgen Frick
Jürgen Frick (* 1966; † 7. April 2014 in Balzers, Liechtenstein) war Geschäftsführer der Bank Frick. Frick war Bruder des Alt-Regierungschefs Mario Frick.

## Reaktionen
Fricks Mord löste eine Berichterstattung in Liechtenstein, Deutschland, der Schweiz und Österreich aus.
Die Trauerfeier fand in Balzers statt. Es nahmen Erbprinz Alois sowie die liechtensteinische Regierung teil, sowie Angehörige der Familien Frick und Hermann.